# ウマオイ
ウマオイ（馬追）は、バッタ目キリギリス科に属するハヤシノウマオイ（林の馬追、Hexacentrus japonicus）あるいはハタケノウマオイ（畑の馬追、H. unicolor）を指す。鳴き声が、馬子が馬を追う声のように聞こえることから名づけられた。

## ハヤシノウマオイとハタケノウマオイ
日本の本州（主に関東地方以西）、四国､九州に分布する。外見上の違いはほとんどないが、鳴き声が異なる。
ハヤシノウマオイ H. japonicus Karny
「スィーーーッ・チョン」と長くのばして鳴く。
ハタケノウマオイ H. unicolor Serville
「シッチョン・シッチョン……」と短く鳴く。
前者は下草の多い林に棲むが、林といっても屋敷の庭程度の量の樹木さえあれば生息条件を満足する。後者は名の通り畑の片隅や小河川沿いの草原によく見られる。
生態は両者ともさほど変わらない。華奢な姿に似合わず肉食性が大変強く、他の小昆虫を捕らえて食べる。複数の個体を同じ容器に入れると共食いが頻発する。
キリギリスやヤブキリ、各種コオロギと異なり、人工飼料にあまり餌付かない。与えても少し口を付ける程度である。一方、生きた昆虫や死んですぐのとても新鮮な死骸を与えると喜んで食べる。

## 近縁種
アシグロウマオイ H. fuscipes Shiraki
沖縄本島・南西諸島等に分布。体長20mm前後で本州産よりやや小柄。名前の通り脚が黒い。黒色部分は個体差、地域差がある。
他、オスの羽が風船状に膨らんでいるのが特徴。深い藪に棲み、動作が素早い。捕食性。
鳴き声は低く、「ギュルル〜〜〜」又は「ギイギイギイ…」のように聞こえ、時々「ギュイ」というような合いの手を入れる。